# Excidobates
Excidobates é um gênero de anfíbios da família Dendrobatidae.
As seguintes espécies são reconhecidas:
- Excidobates captivus (Myers, 1982)
- Excidobates condor Almendariz, Ron & Brito, 2012
- Excidobates mysteriosus (Myers, 1982)